# Odivelas (stad)

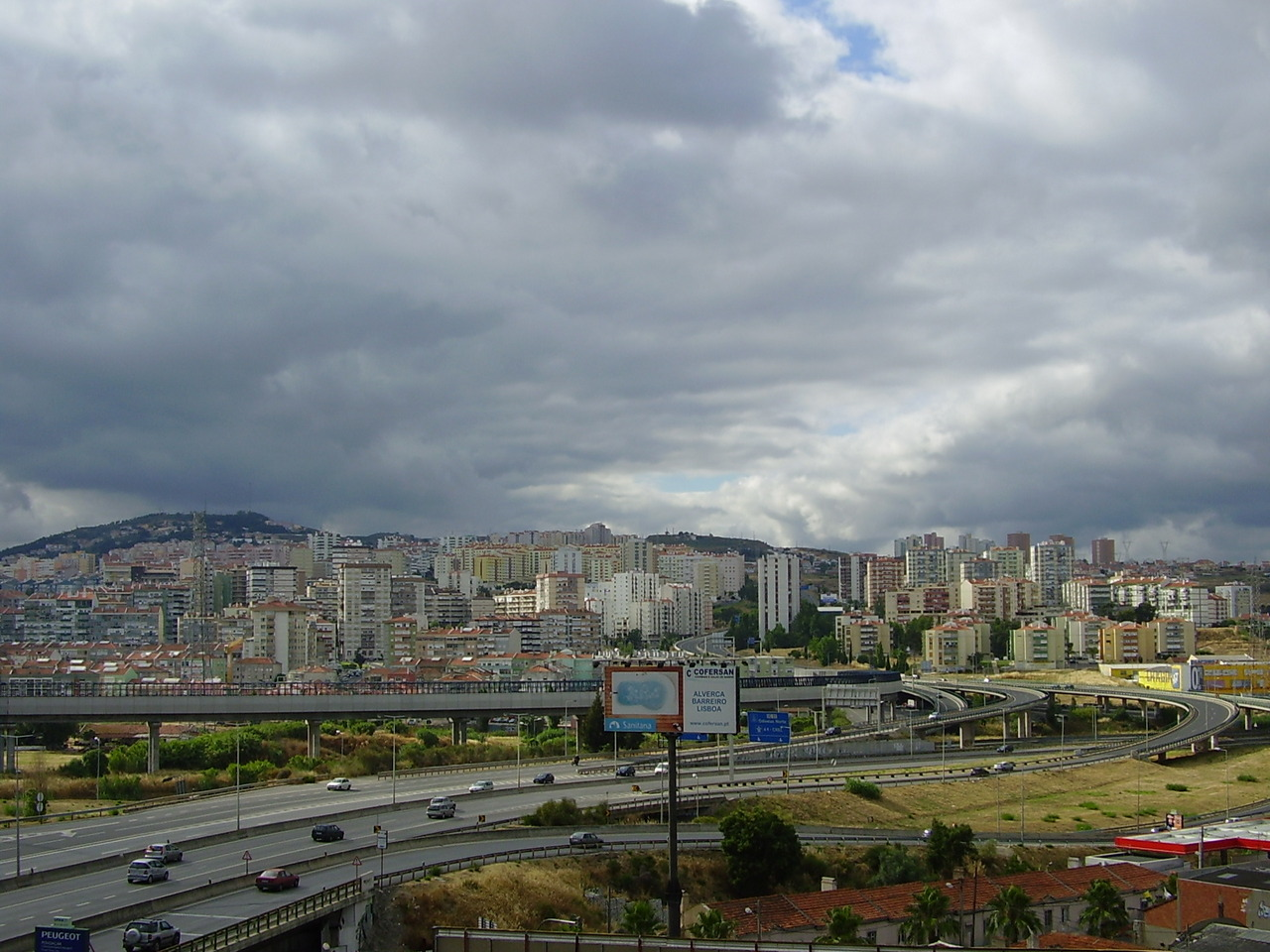

Odivelas is een stad en gemeente in het Portugese district Lissabon.
De gemeente heeft een totale oppervlakte van 27 km² en telde 133.847 inwoners in 2001.
De stad Odivelas heeft ongeveer 53.000 inwoners.

## Freguesias
Odivelas bestaat uit de volgende freguesias:
- Caneças
- Famões
- Odivelas
- Olival Basto
- Pontinha
- Póvoa de Santo Adrião
- Ramada

## Geboren
- Roderick Miranda (30 maart 1991), voetballer

## Overleden
- Filippa van Lancaster (geboren in Leicester, Engeland, 31 maart 1360 – overleden in Odivelas, 19 juli 1415; echtgenote van koning Johan I van Portugal)